# Blasenkatheter
Ein Blasenkatheter (genauer: Harnblasenkatheter) ist ein Kunststoffschlauch, der entweder über die Harnröhre (transurethral) oder durch die Bauchdecke (suprapubischer Katheter oder Bauchdeckenkatheter) in die Harnblase eingebracht wird. Er dient der Harnableitung (Harndrainage) oder der Harngewinnung (Urinentleerung). Gelegentlich wird ein Harnblasenkatheter auch zur retrograden Füllung der Harnblase zu diagnostischen oder therapeutischen Zwecken verwendet.
Die Länge des Katheters wird in Zentimeter und die Dicke (Stärke, Außendurchmesser) in Charrière angegeben. Die seitlichen Öffnungen am vorderen Ende heißen Augen.

## Geschichte
Schon im Altertum waren Möglichkeiten bekannt, Störungen der Blasenentleerung durch Katheter zu beheben. Die ältesten bekannten Blasenkatheter stammen aus Funden in Pompeji und waren aus Metall (Bronze) gefertigt. Zur Aufdehnung der Harnröhre verwendete Oreibasios von Pergamon (325–403 n. Chr.) Pergament, das er um einen Gänsekiel wickelte. Dieses Stäbchen führte er in die Harnröhre ein und ließ es drei Tage liegen. Durch die Feuchtigkeit der Harnröhre quoll das Pergament auf und erweiterte dadurch die Harnröhre. Später wurden Bronzekatheter gelegt.
Paulos von Aigina beschrieb um 340 n. Chr. eine Methode der Blasenspülung. Hierzu wurde eine mit Flüssigkeit gefüllte Rinderblase an einen Bronzekatheter befestigt. Durch Druck auf die Rinderblase konnte man die Blase des Patienten ausspülen. Der arabische Arzt Albucasis verwendete um das Jahr 1000 n. Chr. eine Stempelspritze.
Die flexiblen Harnblasenkatheter wurden im 18. Jahrhundert vom Gründungsvater der USA Benjamin Franklin (1706–1790) erfunden.
Eine ausführliche Darstellung des Catheterismus der Blase im 19. Jahrhundert stammt von Josef Englisch in der Real-Encyclopädie der gesammten Heilkunde. Hier werden auch die Anfänge bei den alten Griechen sowie bei Galen von Pergamon erwähnt. Beschrieben werden die folgenden Bauarten:
- Nach Petit
- Nach Marechal und Recamier
- Nach Gely
- Nach Shillipis
- Nach Lastus, Megiart und Desault
- Nach Heurteloup
- Nach Louis Auguste Mercier
- Nach Leroy

Ludwig August Kraus beschrieb den Catheter der alten Griechen als Harnzapfer. Früher sprach man auch von Sonden.
Erst im 19. Jahrhundert wurden verschiedenartig geformte Katheter aus vulkanisiertem Kautschuk von Jean Zuléma Amussat (1796–1852), Jules Germain François Maisonneuve (1809–1897), Auguste Nélaton (1807–1873) und Louis Auguste Mercier (1811–1882) gefertigt. Roger Couvelaire (1903–1986) entwickelte nach damaliger Sicht einen Spezialkatheter, der neben dem Tiemann-Katheter heute noch oft Anwendung findet. Einen Katheter, der durch seine Konstruktion sich selbst in der Blase hält, hat Leopold Casper (1859–1959) entwickelt. Im Jahr 1927 entwickelte der amerikanische Urologe Frederic Eugene Basil Foley (1891–1966) den heute allgemein als Dauerkatheter eingesetzten Ballonkatheter, international als Foley-Katheter bezeichnet.
„Die Anwendung der Katheter fordert eine geübte Hand; eine ungeschickte Handhabung derselben kann Verletzungen, selbst falsche Wege herbeiführen.“ Das gilt auch heute noch; iatrogene Harnröhrenstrikturen müssen vermieden werden.

## Katheterarten
Eine Unterscheidung kann nach Bauart, Material oder Verwendungszweck getroffen werden. Im Folgenden werden die einzelnen Arten genauer unterschieden.

### Verwendungszweck
Am gebräuchlichsten ist die Unterscheidung nach Einsatzzweck in transurethrale Dauer- und Einmalkatheter sowie suprapubische Katheter. Die Dauerkatheter dienen der längerfristigen, also dauerhaften Harnableitung, während die Einmalkatheter der einmaligen Harnableitung entweder zur Blasenentleerung oder diagnostischen Uringewinnung dienen.

#### Transurethrale Blasenkatheter

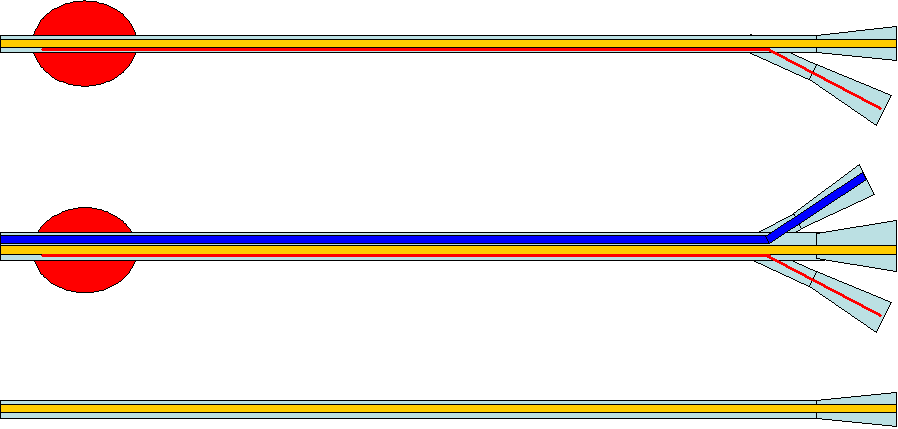
Schematische Darstellung von transurethralen Dauerkathetern

Transurethrale Blasenkatheter werden über die Harnröhre in die Blase eingebracht. Man unterscheidet in transurethrale Einmal- und Dauerkatheter (auch Verweilkatheter genannt). Dauerkatheter sind durch einen an der Spitze angebrachten Ballon selbsthaltend.

#### Transurethrale Dauerkatheter
Heute sind alle transurethralen Dauerkatheter als Ballonkatheter ausgeführt. Neben den unterschiedlichen Formen ihrer Spitze und der Anzahl der Öffnungen unterscheidet man hier zusätzlich in 2-Wege- und 3-Wege-Katheter.
Der 2-Wege-Katheter hat einen Kanal zur Harnableitung und einen Kanal zum Füllen des Ballons. Dieser Katheter wird vor allem zur dauerhaften Harnableitung eingesetzt.
Der 3-Wege-Katheter (auch Spülkatheter) hat neben den oben genannten Kanälen noch einen dritten Kanal, der zur Einbringung von Spüllösungen benutzt wird. Dieser Katheter kommt in der Urologie vor allem nach transurethralen Operationen und bei starken Blutungen in der Blase zum Einsatz. Sinn hierbei ist es, über die Spülung eine Gerinnung des Blutes in der Harnblase zu verhindern. Diese Katheter können mit verstärkter Wand ausgeführt sein, damit eine aktive Blasenspülung (z. B. Abziehen von Blutgerinnseln mit einer Blasenspritze) nicht zu einem Kollabieren des Lumens führt.
Der Füllungskanal des Ballons ist mit einem Ventil ausgestattet, um ein Entweichen des Blockmediums zu verhindern. Als Füllmedium für den Ballon kommen steriles destilliertes Wasser, eine spezielle 10-%-Glycerinlösung und manchmal auch Luft zur Anwendung.

#### Transurethrale Einmalkatheter
Einmalkatheter dienen der Uringewinnung, der einmaligen Harnableitung und dem intermittierenden Selbstkatheterismus. Diese Katheter haben nur ein Lumen. Besondere, mehrlumige Einmalkatheter finden bei urologischen Spezialuntersuchungen wie der Blasendruckmessung Anwendung.

#### Suprapubische Blasenkatheter
Der suprapubische Blasenkatheter (abgekürzt SBK oder SPK) dient in erster Linie der dauerhaften Harnableitung. Im Gegensatz zum transurethralen Blasenkatheter wird dieser nicht über eine natürliche Öffnung, sondern durch die Bauchdecke oberhalb des Schambeines in die Harnblase eingebracht.
Suprapubische Blasenkatheter sind entweder 1-Weg-Katheter, die durch eine Naht an der Haut befestigt werden, oder 2-Wege-Katheter, die über einen blockbaren mit Wasser gefüllten Ballon fixiert werden.
Diese Katheterart ermöglicht auch urodynamische Untersuchungen (Uroflowmetrie), da hier der Blasenschließmuskel nicht beeinträchtigt wird.

### Material
Die Kathetermaterialien machten gerade in den letzten Jahren eine Entwicklung durch. In der Frühzeit wurden nur starre Materialien wie Metalle oder Glas verwendet, später dann Gummi, der heute durch andere flexible Stoffe wie Latex, PVC und Silikon ersetzt wurde. Katheter neuester Generation sind teilweise mit einer hydrophilen Beschichtung versehen, die die Gleitfähigkeit zusätzlich erhöht. Katheter zur Langzeitanwendung können mit hauchdünnen Beschichtungen aus diamantähnlichem Kohlenstoff (diamond-like carbon oder DLC) versehen werden, um eine Keimbesiedelung zu minimieren. Die Auswahl des Materials bestimmt im Wesentlichen auch die Liegedauer des Katheters im Patienten.

### Bauarten

Verschiedene Arten von Blasenkatheter

NélatonDieser Katheter nach Auguste Nélaton besitzt eine geschlossene Hohlspitze mit zwei gegenüberliegenden Augen bzw. vier versetzte Augen. Dieser Kathetertyp kann sowohl für weibliche als auch für männliche Patienten verwendet werden. Dieser Typ stellte wohl die häufigst angewandte Bauart sowohl für transurethrale als auch suprapubische Anwendungen dar. Heute ist diese Form des Dauerkatheters durch die Verwendung von Ballonkathetern überholt.
TiemannDer Tiemannkatheter wurde benannt nach dem deutsch-amerikanischen Instrumentenmacher Georg Tiemann aus New York. Der leicht geschwungene Katheter besitzt eine gebogene konisch zulaufende Hohlspitze, die am Ende leicht verdickt ist. Der Tiemannsche Katheter hat in der Regel (vor der Abbiegung) nur ein (konkavseitiges) Auge. Durch seine Form eignet er sich besonders zur Katheterisierung der männlichen Harnblase, da die Spitze den Katheter besser durch die Harnröhre führt. Er ist zweckmäßig vor allem bei schwer durchgängiger Harnröhre, besonders bei Blasenhalshindernissen (zum Beispiel bei benigner Prostatahyperplasie). Früher wurde er aus Seidengespinnst oder Gummi, heute aus Kunststoff hergestellt. Der volle Leitschnabel ist leicht aufgebogen und geknöpft. Für weibliche Patienten ist er weniger geeignet.
MercierDer Katheter nach Mercier ist in der Form fast wie der Tiemannkatheter aufgebaut, nur dass seine Hohlspitze nicht konisch zuläuft und er zwei versetzte Augen besitzt.
CouvelaireDer Katheter nach Couvelaire (Urologe und Chirurg, Paris, 1903–1986) besitzt eine vorne offene Flötenspitze mit zwei seitlichen Augen. Wegen seiner großen Öffnung an der Spitze wird er häufig für Blasenspülungen verwendet.
DufourDer Katheter nach Dufour ist fast so geformt wie ein Tiemannkatheter, nur dass er zwei versetzte Augen und eine vorne offene Flötenspitze besitzt.
FrohmüllerDer nach Frohmüller benannte Katheter besitzt eine geschlossene Hohlspitze mit drei seitlich versetzten Augen. Die Spitze ist wie beim Tiemannkatheter etwas gebogen, verjüngt sich aber nicht im Durchmesser.
FoleyDer Katheter nach Foley ist eigentlich ein Katheter mit Nélatonspitze, nur dass er einen Ballon zur Fixierung des Katheters in der Blase besitzt. Es werden aber auch andere Katheterformen (z. B. Tiemann) als Foleykatheter verwendet.
PezzerDer Katheter nach dem Pariser Arzt Pezzer (* 7. September 1853 in Izmir; † 1920) aus dem Jahr 1892 verfügt zur Fixierung des Katheters in der Blase am Ende über eine pilzförmige Erweiterung. Die Hohlspitze ist vorne verschlossen, die pilzförmige Verdickung besitzt auf der Vorderseite zwei Augen. Dieser Katheter wird heute praktisch nicht mehr verwendet, da er nur mithilfe eines Stabes (Mandrin) eingeführt werden konnte, der den pilzförmigen Teil spannte. Dieser Kronenkatheter aus Gummi wurde mittels des Katheterspanners in gestreckter Form in die Harnblase eingeführt. Er wurde angewendet als selbsthaltender Dauerkatheter vor allem nach Operationen an der Blase oder der Prostata.
MalécotDer selbsthaltende Harnblasenkatheter nach Malécot hat eine ähnliche Kopfform wie der Katheter nach Casper. Er verfügt vorne (anders als beim Casper-Katheter) nur über zwei (seitliche) Flügel, die nur mit einem Stab gespannt werden konnten. Dieser Katheter findet heute praktisch keine Verwendung mehr. Früher wurde er als Harnblasenverweilkatheter und als Nephrostomiekatheter verwendet.
CasperDer Katheter nach Casper hat eine Kopfform ähnlich einem vierflügeligen Quirl und wurde dadurch in der Blase fixiert. Dieser Katheter findet heute (wie auch der Malecot-Katheter) praktisch keine Anwendung mehr, da er nur mithilfe eines Stabes eingeführt werden konnte, der den Vorderteil des Katheters spannte. Dieser mit Hilfe eines Spanners einzuführende Kronenkatheter hieß auch Casper-Malécot-Katheter und war ein selbsthaltender Blasenhalskatheter.
StöhrerEin relativ neuer Katheter ist der Stöhrer-Katheter. Die Besonderheit dieses Katheters liegt in seiner flexiblen Spitze, die konisch zuläuft und am Ende eine kleine kugelförmige Verdickung besitzt. Durch diese Spitze lässt sich der Katheter besonders leicht in die Harnröhre einführen, da ein geringerer Druck an der Spitze auf die Harnröhrenschleimhaut ausgeübt wird. Neu an diesem Katheter sind auch die speziell geformten Augen, die eine Verletzung der Schleimhaut auf ein Minimum begrenzen.
StaehlerDer Harnröhrenkatheter nach dem Tübinger Urologen Werner Staehler (* 1908) wurde 1942 entwickelt. Er ist aus Plastik und hat eine kurze angehobene schnabelförmige Spitze und ein weites Lumen mit zwei seitlichen Öffnungen. Er wurde als Verweilkatheter nach Elektroresektionen, nach einer Prostatektomie und nach Blasenoperationen verwendet.
BoeminghausDer Harnblasenkatheter (Scheidewandkatheter) nach dem Chirurgen und Urologen Hans Boeminghaus (* 1893) aus Halle an der Saale und Düsseldorf war ein einfacher Gummischlauch mit einer queren Scheidewand zwischen zwei seitlichen Öffnungen. Er wurde zur Blasenspülung und zur gleichzeitigen Drainage bei Harnröhrenverletzungen verwendet. Man sprach von der „Dränage ohne Ende“, weil es ein „Katheter ohne Ende“ gewesen sei.

## Komplikationen
Bei 40 bis 50 % aller Patienten mit Blasenkathetern treten Komplikationen aufgrund des Verschlusses des Katheters durch Ablagerungen und Inkrustation auf. Dieses Problem tritt primär bei längeren Liegedauern auf, ein kompletter Verschluss des Katheters kann jedoch bereits nach einer Woche Liegedauer auftreten. Jeder Patient mit einem blockierten Katheter läuft Gefahr, sich als Notfall in der Notaufnahme wiederzufinden, da die Urinableitung nicht mehr stattfindet und sich der Urin bis zu den Nieren hinauf stauen kann, was zu einer lebensbedrohlichen Niereninsuffizienz führen kann.
Das Risiko einer bakteriellen Besiedlung eines Blasenkatheters steigt mit der Liegedauer mit jedem Tag um ca. 5 %, nach 7 bis 10 Tagen liegt das Risiko bei 100 %, d. h. praktisch jeder Patient ist dann von einer Katheterinfektion betroffen. Solche Infektionen werden nur bei begleitenden Symptomen mit Antibiotika behandelt; einige Keimarten weisen allerdings Resistenzen auf, was die Behandlung erschwert. In der Regel handelt es sich jedoch um eine asymptomatische Keimbesiedelung (Bakteriurie), welche nicht behandlungsbedürftig ist.
Inkrustierte oder infizierte Blasenkatheter sind sofort zu wechseln. Durch den präventiven Wechsel des Katheters nach 2 bis 4 Wochen sollen Komplikationen vermieden werden. Dies ist zum einen jedoch unangenehm für den Patienten, zum anderen bringt jeder Katheterwechsel das Risiko einer Verletzung der Harnröhre und des Einbringens von Keimen mit sich. Daher werden heparinbeschichtete Blasenkatheter angeboten, die bakterieller Besiedlung und Inkrustation entgegenwirken. Dagegen sind Katheter mit Silberbeschichtung zur Verringerung der Infektionsrate kritisch zu sehen, da eine stetig steigende Anzahl von Keimen resistent gegen die biozide Wirkung von Silber ist.
Eine längerfristige Dauerableitung über Monate oder Jahre kann zu einer Abnahme der Blasenkapazität führen (Schrumpfblase).
Aus mehreren Gründen ist gerade beim Blasendauerkatheter die Indikationsstellung für eine Katheterisierung, aber besonders auch für einen Auslassversuch wichtig.

## Kathetergrößen
Die Katheter werden in unterschiedlichen Größen von Charrière 6–30 und in Längen von 20–40 cm angeboten und sind durch einen Farbcode oder durch den Aufdruck der Größe gekennzeichnet. Seit kurzem stehen auch spezielle Katheter für Frauen zur Verfügung, die nur etwa 10 cm lang und daher nicht viel größer als ein Lippenstift sind.
| Katheter für Männer: | 41 cm |
| Katheter für Frauen: | 30 cm |
| Katheter für Kinder: | 22 cm |

| Männer: | 14–18 Charrière |
| Frauen: | 12–14 Charrière |
| Kinder: | 6–10 Charrière  |

| Charrière | Farbe   | Charrière | Farbe      | Charrière | Farbe |
| --------- | ------- | --------- | ---------- | --------- | ----- |
| 6         | Braun   | 16        | Orange     | 26        | Pink  |
| 8         | Blau    | 18        | Rot        | 28        | Grün  |
| 10        | Schwarz | 20        | Gelb       | 30        | Grau  |
| 12        | Weiß    | 22        | Violett    |           |       |
| 14        | Grün    | 24        | Dunkelblau |           |       |

## Technik der Katheteranwendung

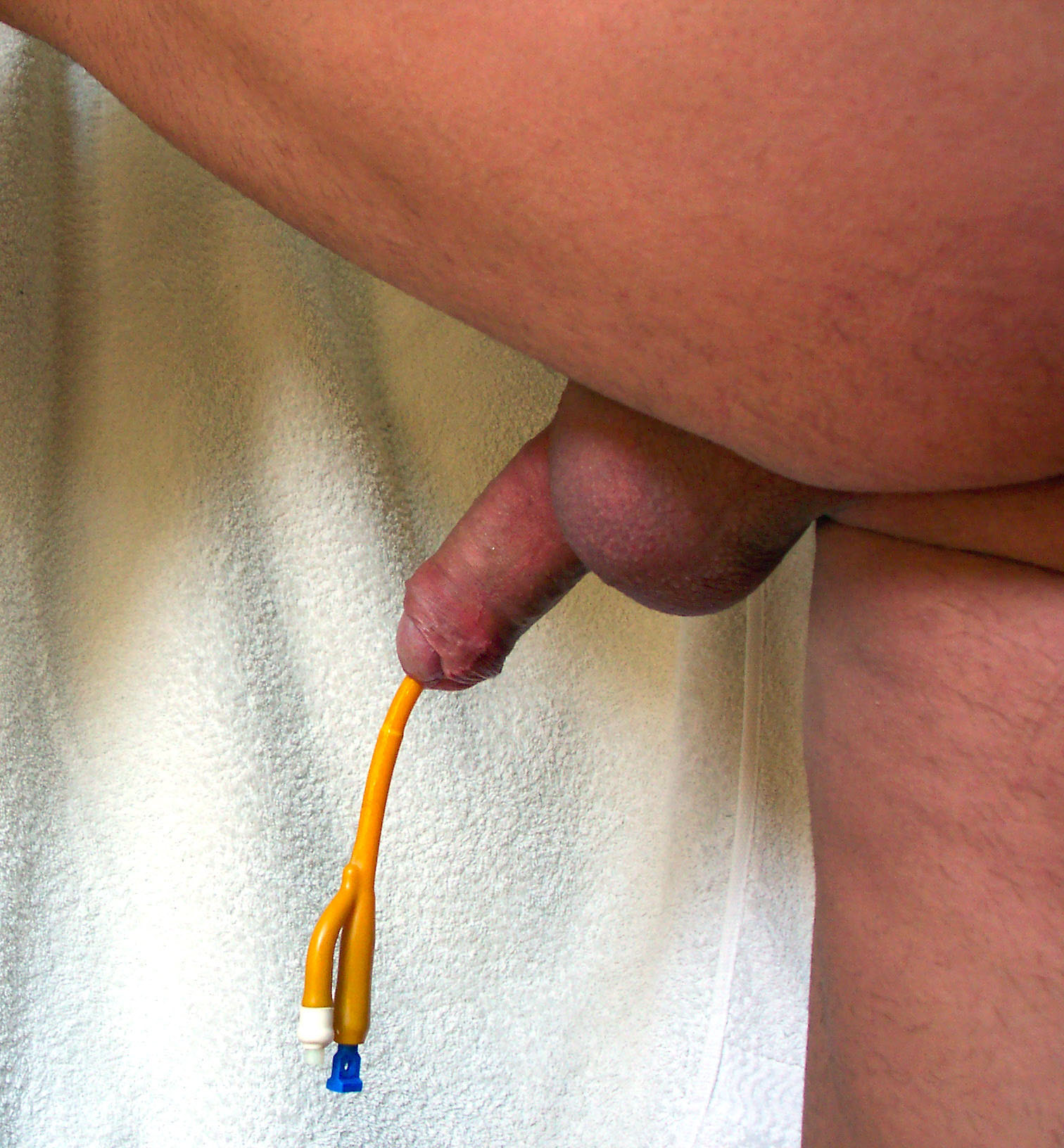
Foley-Katheter positioniert und geblockt

Grundsätzlich darf ein Katheter nur steril eingebracht werden, um eine Keimverschleppung in die Harnblase zu vermeiden. Diese Gefahr besteht allerdings grundsätzlich bei Harnröhrenkathetern, da in der Harnröhre oft Keime angesiedelt sind, die dann in die Blase geschoben oder mitgenommen werden. Bei einer Dauerableitung kommt es über ein Aufsteigen der Standortflora immer zu einer in der Regel asymptomatischen Keimbesiedelung der Harnblase (Bakteriurie), welche ohne Vorliegen von Symptomen nicht behandlungsbedürftig ist.
Bei transurethralen Dauerkathetern wird zunächst die Umgebung der Harnröhrenmündung mit einem Schleimhautantiseptikum desinfiziert, dann wird ein Gleitgel in die Harnröhre eingebracht. Anschließend wird der Blasenkatheter eingeführt. Wenn der Katheter sicher in der Harnblase platziert ist, wird der Ballon mit sterilem Wasser oder einem Spezialmedium gefüllt. Bei Einmalkathetern geht man analog vor, hier gibt es jedoch auch speziell beschichtete Katheter, bei denen ein Gleitgel nicht separat eingebracht werden muss. Diese sind vor allem für den intermittierenden Selbstkatheterismus gedacht. Alle Manipulationen am Katheter und den Komponenten dürfen nur unter aseptischen Kautelen vorgenommen werden. Die Trennung von Beutel und Katheter ist zu vermeiden, damit keine Keime in den Katheter gelangen können.
Suprapubische Blasenkatheter werden in der Regel mit örtlicher Betäubung (von außen nach innen durch die Bauchdecke) eingebracht. Voraussetzung ist eine mit mindestens 200 ml gefüllte Harnblase, weshalb diese gegebenenfalls zunächst aufgefüllt werden muss, um eine Verletzung der Bauchhöhle zu vermeiden. Anschließend wird oberhalb des Schambeines die örtliche Betäubung gesetzt. Dabei wird die Nadel stetig vorgeschoben, bis Urin aspiriert werden kann. Nun wird der Katheter über eine Hohlnadel gestochen, die bei einigen Systemen anschließend geteilt und damit entfernt wird. Anschließend erfolgt die Fixierung des Katheters über eine Naht oder den Ballon mit anschließendem sterilem Verband an der Einstichstelle. Mögliche Komplikationen der suprapubischen Harnableitung sind Blutungen (z. B. im Urin) und eine Darmverletzung.
Die Ableitung des Urins sollte in der Regel nicht unterbrochen werden. Daher ist darauf zu achten, dass der Ableitungsbeutel (Entleerungsgefäß, Auffangbeutel, Urinauffangbeutel, Katheterbeutel) nicht über das Blasenniveau angehoben wird. Der Schlauch darf nicht abgeklemmt werden; der Katheter darf nicht wie auf der Abbildung abgestopft sein. Es gibt jedoch auch Katheterventile, die in ausgewählten Fällen eine beutelfreie Versorgung ermöglichen, wobei die gefüllte Harnblase dann nach Bedarf über den Katheter (in die Toilette) entleert wird.

## Hinweis
Das Wort Block beziehungsweise blockieren (auch: blocken, Blockade, Blockung) wird hier in drei verschiedenen Zusammenhängen verwendet:
- Die Blasenkatheter haben in der Blase einen auffüllbaren Wasserbeutel, der das versehentliche Herausziehen des Katheters aus der Blase blockiert.
- Wenn der Auffangbeutel entfernt wird, kann das Katheterende mit einem Stöpsel blockiert werden, um vorübergehend einen Harnfluss zu vermeiden.
- Wenn der Blasendauerkatheter nach einiger Zeit von innen (durch Verkalkungen oder einen Biofilm) verstopft, spricht man ebenfalls von einer Blockade.